# Tadeusz Dębicki
Tadeusz Dębicki (Kalisz; 31 de Agosto de 1945 — ) é um político da Polónia. Ele foi eleito para a Sejm em 25 de Setembro de 2005 com 10027 votos em 36 no distrito de Kalisz, candidato pelas listas do partido Samoobrona Rzeczpospolitej Polskiej.